# Projeto Sign
O Projeto Sinal (em inglês:  Project Sign) foi a primeira iniciativa da Força Aérea dos Estados Unidos para o estudo dos objetos voadores não identificados. Foi aprovado em 30 de dezembro de 1947 e começou a operar em 22 de janeiro de 1948, tendo durado até 11 de fevereiro de 1949, quando foi substituído pelo Projeto Rancor (Project Grudge).  As pesquisas eram conduzidas na Base Aérea Wright-Patterson.